# رودهیس (کارولینای شمالی)
رودهیس (به انگلیسی: Rhodhiss) شهری در ایالت کارولینای شمالی کشور ایالات متحده آمریکا است که جمعیت آن در سرشماری سال ۲۰۱۰ میلادی، ۱٬۰۷۰ نفر بوده‌است.